# Devolved Parliament
Devolved Parliament, anteriormente intitulada de Question Time, é uma obra de arte criada por Banksy em 2009. A mesma retrata os membros do parlamento britânico como chimpanzés. Em 2019, foi vendida por quase £ 9,9 milhões, um recorde para o artista.

## História
Question Time é uma pintura a óleo de treze pés (quatro metros) de largura — o maior quadro do artista —, criada pelo grafiteiro Banksy em 2009. Foi exibida pela primeira vez na exposição "Banksy vs Bristol". A mesma é uma sátira as discussões exaltadas na Casa dos Comuns, por isso retrata os parlamentares como chimpanzés.
Após a exposição em agosto, Banksy passou a fazer alterações na obra, cobrindo as lâmpadas do prédio e uma banana. Em março de 2019, diante de debates para a saída do Reino Unido da União Europeia, a mesma passou a ser exibida no Museu de Bristol e foi renomeada como Devolved Parliament.
Em 3 de outubro, foi vendida em Londres por £ 9.879.500, o maior valor até então para um trabalho de Banksy. A casa de leilões Sotheby's estimava até £ 2 milhões. Antes da venda, a obra foi totalmente analisada, devido que, em outubro de 2018, o quadro Girl with Balloon se autodestruiu após ser vendido por mais de um milhão de libras.
A leiloaria declarou que "independentemente de onde você se senta no debate do brexit, não há dúvida de que este trabalho é mais pertinente agora do que nunca".